# کیوی خال‌دار کوچک
کیوی خال‌دار کوچک (نام علمی: Apteryx owenii) نام یک گونه از سرده کیوی است.